# Kamienica Józefa Skalskiego w Warszawie
Kamienica Józefa Skalskiego – kamienica znajdująca się przy ul. Krakowskie Przedmieście 45 w Warszawie.

## Opis
W 1655 budynek należał do mieszczanina Bischoffa. W 1700 roku właścicielem kamienicy był kuśnierz Kazimierz Ziomecki, a w latach 1743–1767 spadkobiercy niejakiego Gebla. Obecna kamienica zaprojektowana oraz zbudowana w latach 1774–1777 według projektu Efraima Schroegera dla lekarza króla Stanisława Augusta, Józefa Skalskiego. 
W 1944 kamienica została spalona, ocalała jednak fasada i elewacja od strony ul. Koziej. 
Kamienica została odbudowana w latach 1948–1949 według projektu Mieczysława Kuzmy. 
W 1999 w budynku zostało zaadaptowane poddasze skryte w mansardowym dachu, co spowodowało pojawienie się w zadaszeniu facjatki.